# 洛傑伊諾耶波列
60°43′N 33°33′E / 60.717°N 33.550°E
洛傑伊諾耶波列 （俄语：Лоде́йное По́ле）是俄羅斯列寧格勒州的一個城市，位於斯維里河左岸、東距聖彼得堡244公里。2002年人口為22,830人。
1702年由彼得大帝建立，1785年設市。城名的意思是「船塢」 （波羅的海艦隊第一艘艦艇在1703年在此完工）。

## 姐妹城市
- 挪威伊勒斯科爾